# Sistema di Canton

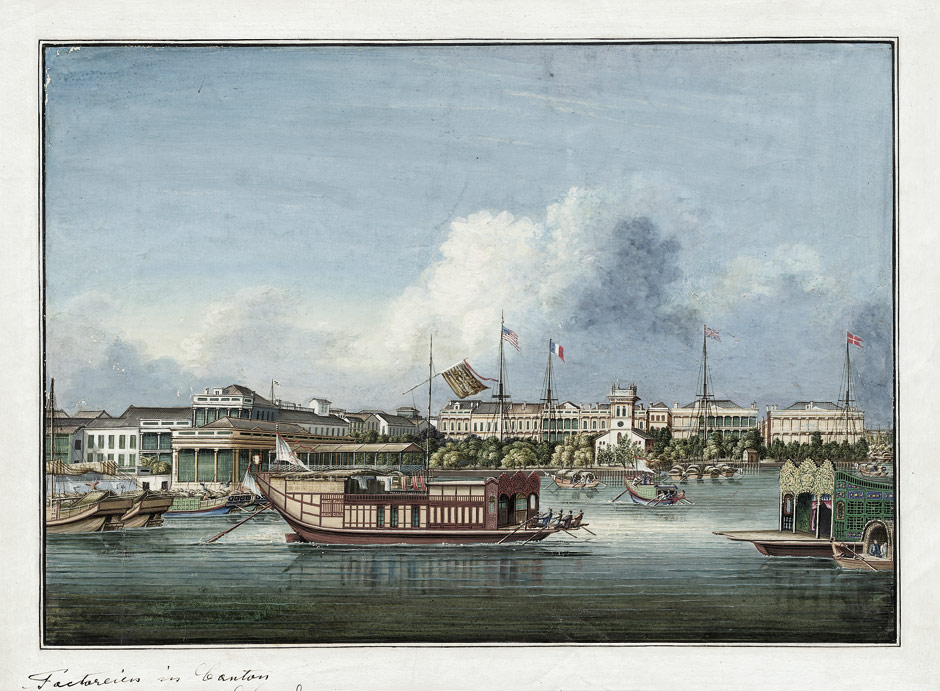
Le "Tredici fattorie" sul Fiume delle Perle a Canton - guazzo su tela, c. 1850

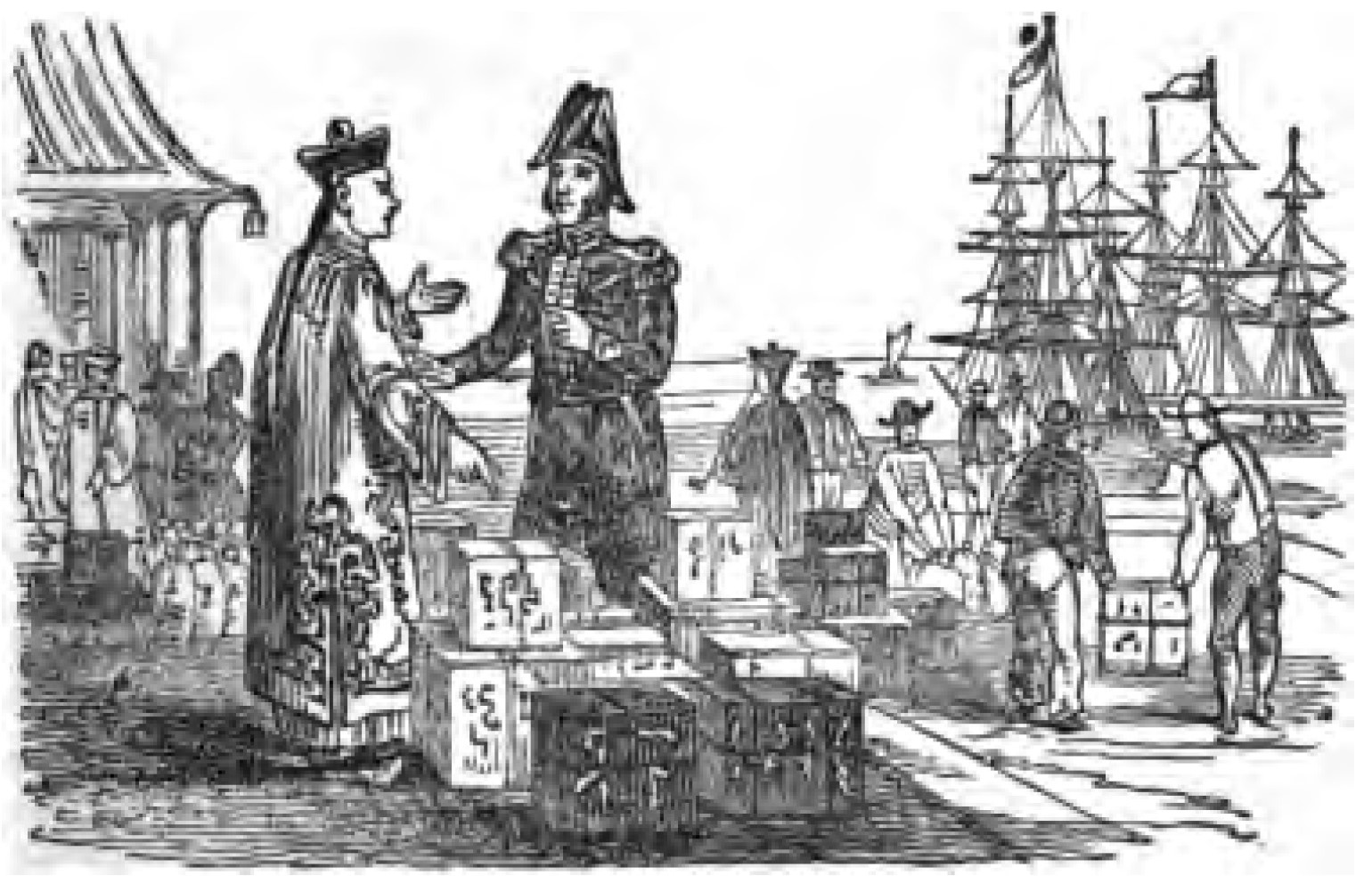
Scenetta dalla Cina - ill. in

Il sistema di Canton (1757–1842; zh. 一口通商T, Yīkǒu tōngshāngP, lett. "Relazioni commerciali [a porto] unico"; yue at1 hau2 tung1 soeng1) servì alla Cina Qing (1636–1912) come mezzo per controllare il commercio con l'Occidente concentrando tutti gli scambi sul porto meridionale di Canton/Guangzhou. Tale politica, nei fatti una forma di protezionismo, nacque nel 1757 in risposta alla percepita minaccia politica e commerciale proveniente dall'estero da parte degli imperatori cinesi.
Dalla fine del XVII secolo, regnante l'imperatore Qing Kangxi (r. 1661–1722), appositi intermediari commerciali cinesi, gli 行T, Háng/HongP, gestirono tutto il commercio con l'estero nel porto di Canton, intorno al quale avevano finito per focalizzarsi tutti gli interessi commerciali stranieri. Gli interlocutori occidentali erano stanziati presso le c.d. "Tredici fattorie" lungo la riva del fiume delle Perle, appena fuori città. Nel 1760, per ordine dell'imperatore Qing Qianlong (r. 1735–1796), gli Hong furono raggruppati in un cartello monopolistico noto come 公行T, 公行S, CohongP, lett. "Pubblico commercio" e da lì in poi gli intermediari commerciali sinici che commerciavano con l'estero (zh. 洋行T, Yáng HángP, lett. "Intermediari/ommercianti oceanici/stranieri") agirono tramite il Cohong e sotto la supervisione dell'Amministratore delle dogane di Canton (zh. 粵海關部T, 粤海关部S, Yuèhǎi guānbù jiàn dùP yue. jyut6 hoi2 gwaan1 bou6 gaam1 duk1), informalmente noto come "Hoppo", e del Viceré del Liangguang.
Il sistema restò in auge fino alla seconda metà del XIX secolo, quando fu smantellato per diretta intromissione in Cina delle potenze occidentali a seguito delle Guerre dell'oppio.

## Contesto

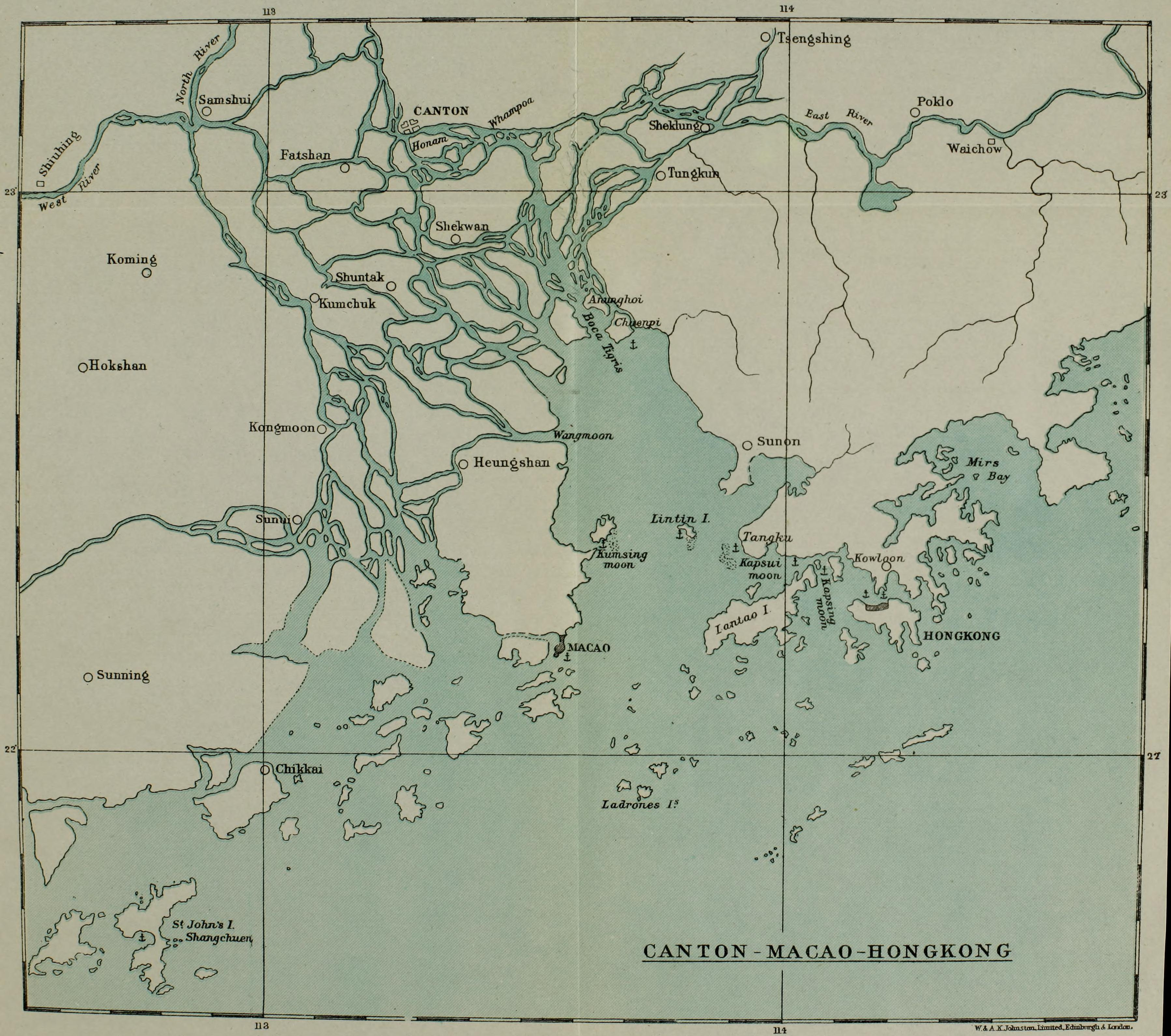
Mappa del Delta del Fiume delle Perle - ill. in Mose 1910.

Canton(AFI: /kanˈtɔn/; dal portoghese Cantão), in realtà Guangzhou (zh. 廣州T, 广州S, GuǎngzhōuP, lett. "Grande prefettura"), è oggi la più grande città costiera del sud della Cina, capoluogo della provincia del Guangdong (zh. 廣東T, 广东S, lett. "Distesa orientale"). Fondata del 214 a.C. sulla riva orientale del Fiume delle Perle (zh. 珠江S, Zhū JiāngP) con il nome di Panyu, alla creazione dell'Impero cinese da parte della dinastia Qin (221–206 a.C.) fu sede della Comanderia di Nanhai, poi emancipatasi come Regno di Nanyue (204 –111 a.C.) e infine riconquistata dalla dinastia Han (206 a.C.–220 d.C.) che ne fece una prefettura, da cui il nome, nonché una dei principali porti della Cina, snodo obbligato delle rotte che collegavano il Mar della Cina con l'Oceano Indiano, il Golfo Persico e il Mar Rosso.
La città sorge al vertice settentrionale del dedalo di grandi corsi d'acqua noto come Delta del Fiume delle Perle, oggi una delle regioni più densamente urbanizzate al mondo: un sistema fluviale dal bacino di 409.480 km² formato dalla confluenza tra il Fiume delle Perle, lo Xi Jiang, il Bei Jiang e il Dong Jiang. L'estuario vero e proprio del Fiume delle Perle è passato alla storia come Bocca Tigris (zh. 虎門T, 虎门S, HumenP, lett. "Cancello della tigre"), nome datogli dai portoghesi a causa d'un isolotto che ha l'aspetto d'una tigre accovacciata, che sfocia nel Mar cinese meridionale tra la penisola di Macao (O) e l'arcipelago di Hong Kong (E), un centinaio di km a sud di Canton. Già siti d'insediamento paleolitico, sia Macao sia Hong Kong furono integrati nel precoce sistema commerciale cantonese: Macao, prolifico centro di pescatori, anzitutto come porto di transito per le navi in rotta nell'estuario e Hong Kong come sede di una fortezza di difesa litoranea e di fiorenti saline. Nell'estuario sono anche presenti grandi isole: anzitutto Lantau (zh. 大嶼山T, 大屿山S, lett. "Grande isola montuosa", oggi parte di Hong Kong), presso la quale si rifugiarono i Song durante la loro fuga dai mongoli; Lintin (zh. 內伶仃島T, 内伶仃岛S, lett. "Isola solitaria interna"), meno di 10 km a nord di Lantau; l'Arcipelago Wanshan (già "Ladrones Islands"), 20 km a sud di Lantau e Macao; ecc.
Nel XVI secolo, il Delta del Fiume delle Perle registrò l'arrivo dei primi europei in Cina dai tempi della dinastia Yuan (1271–1368). Nel 1513, il portoghese Jorge Álvares, partito da Malacca, da poco conquistata dai lusitani (1511), raggiunse Shangchuan (pt. Sanchoão), un'isola ad un centinaio di km ad ovest di Macao presso la quale fu poi fondata una feitoria (i.e. agenzia commerciale). Nel 1517, Fernão Pires de Andrade, negoziò con la dinastia Ming (1368–1644) l'invio dell'ambasciatore Tomé Pires a Pechino. Nonostante i successivi contrasti (Pires fu ucciso a Pechino; l'imperatore Ming Zhengde bandì i lusitani dalla Cina; la flotta Ming sconfisse i "barbari" nella battaglia di Tunmen e nella battaglia di Sincouwaan; ecc.) entro il 1554 i portoghesi negoziarono un accordo per affittare Macao ai Ming e vi fondarono una colonia stabile, la c.d. "Macao portoghese".

## Storia

### Origini

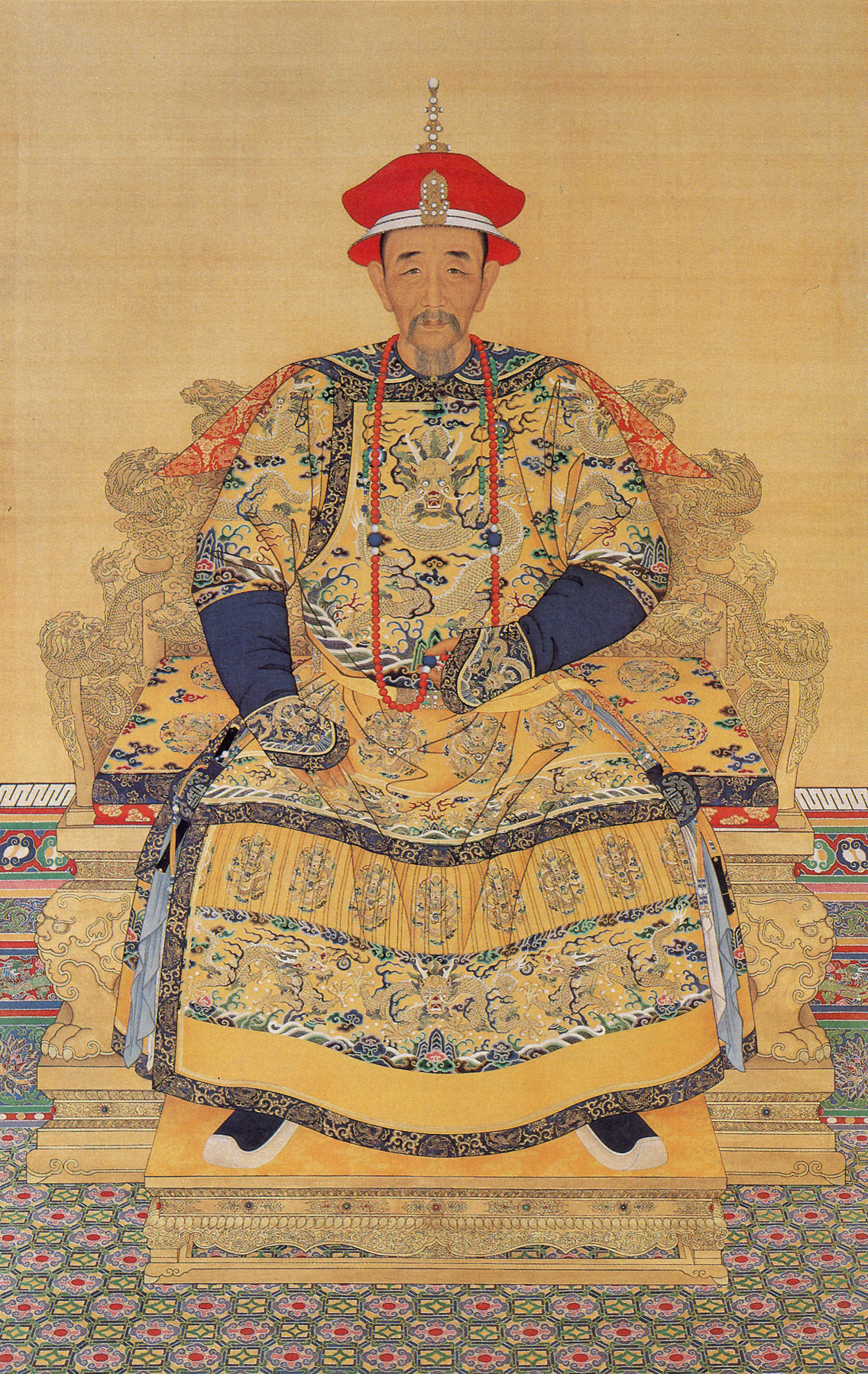
L'imperatore Qing Kangxi (r. 1661–1722), promotore dell'apertura cinese verso i commercianti stranieri.

Al principio del regno dell'imperatore Qing Kangxi (r. 1661–1722), succeduto al padre Qing Shunzhi (r. 1644–1661) a soli otto anni di età, la neo-insediata dinastia Qing doveva ancora risolvere la sfida d'integrare la sua leadership "barbara" con la maggioranza cinese Han. I Qing, di etnia Manciù, erano ufficialmente subentrati ai Ming di etnia Han proprio con Shunzhi nel 1644 ed i sostenitori della vecchia dinastia, nel sud dell'Impero, avevano dato origine ad un movimento lealista noto come Ming Meridionali (南明S, Nán MíngP). Alla morte di Shunzhi era ancora in corso la ribellione del lealista Ming Coxinga (morto nel 1662) ed un decennio dopo esplose la Rivolta dei Tre Feudatari (1673–1681), che si chiuse con la conquista Qing di Taiwan nel 1683 (v.si Battaglia di Penghu).
Per contenere la minaccia lealista Ming, il consiglio di reggenza dell'infante Kangxi procedette allo spopolamento con deportazioni forzate delle province meridionali dell'Impero, la c.d. "Grande evacuazione" (zh. 遷界令T, 迁界令S) e promulgò, per ben due volte, lo 海禁T, HaijinP, lett. "Bando [del] mare", misura cui gli stessi Ming avevano fatto ricorso nel XV e XVI secolo quando volevano minimizzare possibili tentativo di colpo di stato/attacco portato via mare.
Gli effetti di simili politiche sul commercio cinese diretto all'estero, soprattutto quello con gli occidentali affamati di prodotti cinesi che lo Haijin confinava nel solo scalo portuale di Macao, allora in mano Ming, fu devastante. In un memoriale al trono del 1659, ancora regnante Shunzhi, Jin Fu aveva riportato che limiti e/o divieti al commercio estero avrebbero drasticamente ridotto l'accesso della Cina all'argento portato dai "barbari", restringendo pericolosamente la disponibilità di moneta della Corte. Bisogna considerare che a quel tempo gran parte del commercio globale dell'argento era destinato alla Cina che ricevette, tra il 1600 e il 1800, in media 100 tonnellate di argento all'anno: complessivamente, alla fine del XVIII secolo furono spedite da Potosí più di 150.000 tonnellate di argento in Cina; dal 1500 al 1800, Messico e Perù produssero circa l'80% dell'argento mondiale, di cui oltre il 30% finì in Cina, in gran parte proprio tramite i mercanti europei che lo usavano per acquistare prodotti esotici cinesi. Jin Fu concluse la sua relazione riportando alla Corte che le opportunità commerciali perse sarebbero costate ai commercianti cinesi 7-8 milioni di tael all'anno!
L'atteggiamento dei portoghesi di Macao, allora la principale presenza europea in Cina, non facilitò poi la distensione dei Qing nei confronti del mantenimento di politiche commerciali aperte: pur di rafforzare la loro presenza a Macao e diffondere il cattolicesimo in Cina, i lusitani non avevano fatto mistero del supporto militare concesso ai Ming Meridionali che avevano dotato di moderni cannoni per le loro fortezze e le loro navi.
Sconfitti i lealisti Ming nel 1684, un ormai autonomo ed adulto Kangxi risolse comunque di promulgare un editto con cui riaprì il commercio marittimo:
(Ed. in (ZH) 周膺 e 吴晶, 晚清民国杭商研究 [Ricerca sul commercio di Hangzhou nelle epoche tardo Qing e repubblicane], Hangzhou Publishing House, 2011, ISBN 978-7-80758-499-5.)
Delle stazioni doganali (zh. 海關T, Hǎi Guān/Hoi GwaanP) furono pertanto aperte nei principali porti ed aree costiere della Cina meridionale: a Canton (una delle ultime roccaforti dei Ming a cadere), Macao e Xiangshan (Guangdong); Fuzhou, Nantai e Amoy nel Fujian; a Ningbo e nel Dinghai (Zhejiang); nel Huating, Chongque e a Shanghai (Jiangsu). L'anno successivo (1685), i commercianti stranieri ricevettero il permesso di entrare nei porti cinesi.
Nel 1686, i Qing fondarono una società commerciale a Canton per gestire il commercio occidentale nota come 洋貨行T, Yánghuò HángP, lett. "Casa del commercio oceanico". Era incaricata di gestire sia le importazioni sia le esportazioni e dotata di uffici secondari responsabili delle tasse e delle dichiarazioni di importazione/esportazione. Quando una nave arrivava o partiva, l'intermediario commerciale cinese (zh. 行T, Háng/HongP) coinvolto si recava alla Casa del commercio oceanico per pagare le tasse dovute. Questa impostazione divenne la base per la costituzione delle successive "Tredici fabbriche" tramite cui sarebbe stato gestito tutto il commercio estero.
Sebbene, come anticipato, molti porti sulle coste meridionale cinese fossero stati aperti agli occidentali, la maggior parte dei mercanti stranieri scelse di commerciare a Canton poiché più vicino al Sud-est asiatico, snodo fondamentale della rotta delle spezie, e perché, in generale, non era redditizio veleggiare verso nord.
Nel 1704 fu istituito il sistema Baoshang che autorizzava il commercio con i mercanti occidentali: le licenze venivano concesse a un certo numero di Hong purché questi aiutassero a riscuotere i dazi dagli occidentali, allineando con successo gli interessi commerciali privati con la riscossione delle entrate per il governo. Il Baoshang fu il predecessore del successivo Cohong.
Sebbene ora avesse sotto controllo la situazione del commercio estero, l'atteggiamento liberale di Kangxi nei confronti della religione portò a uno scontro tra l'autorità spirituale cinese e quella cristiana. Dopo che Papa Clemente XI emanò la bolla Ex illa die del 1715, condannante ufficialmente le pratiche religiose cinesi, Kangxi espulse tutti i missionari dalla Cina tranne quelli impiegati con funzioni di consulenza tecnica o scientifica presso la Corte.

### Il sistema vero e proprio
|                           | Gran Bretagna |                     | Francia | Olanda | Svezia | Danimarca |
| ------------------------- | ------------- | ------------------- | ------- | ------ | ------ | --------- |
|                           | EIC           | Mercanti itineranti |         |        |        |           |
| N. di navi                | 4             | 1                   | 2       | 2      | 4      | 1         |
| Tonnellaggio              | 2.250         | 350                 | 1.450   | 1.450  | 2.600  | 850       |
| Cannoni                   | 112           | 12                  | 60      | 64     | 120    | 36        |
| Equipaggio                | 400           | 100                 | 300     | 220    | 510    | 150       |
| Tè nero (picul)           | 7.194         |                     | 8.000   |        | 8.000  | 5.000     |
| Tè verde (picul)          | 6.151         |                     | 1.450   |        | 550    | 1.400     |
| Seta cruda (picul)        | 28            |                     | 250     |        |        |           |
| Seta trattata (balle)     | 11.074        |                     | 6.000   |        | 7.000  | 7.500     |
| Nankeens                  | 15.699        |                     |         |        |        |           |
| Porcellana cinese (ceste) | 844           |                     | 600     |        | 800    | 400       |
| Tutenag (picul)           |               |                     |         |        | 1.800  |           |
|                           |               |                     |         |        |        |           |

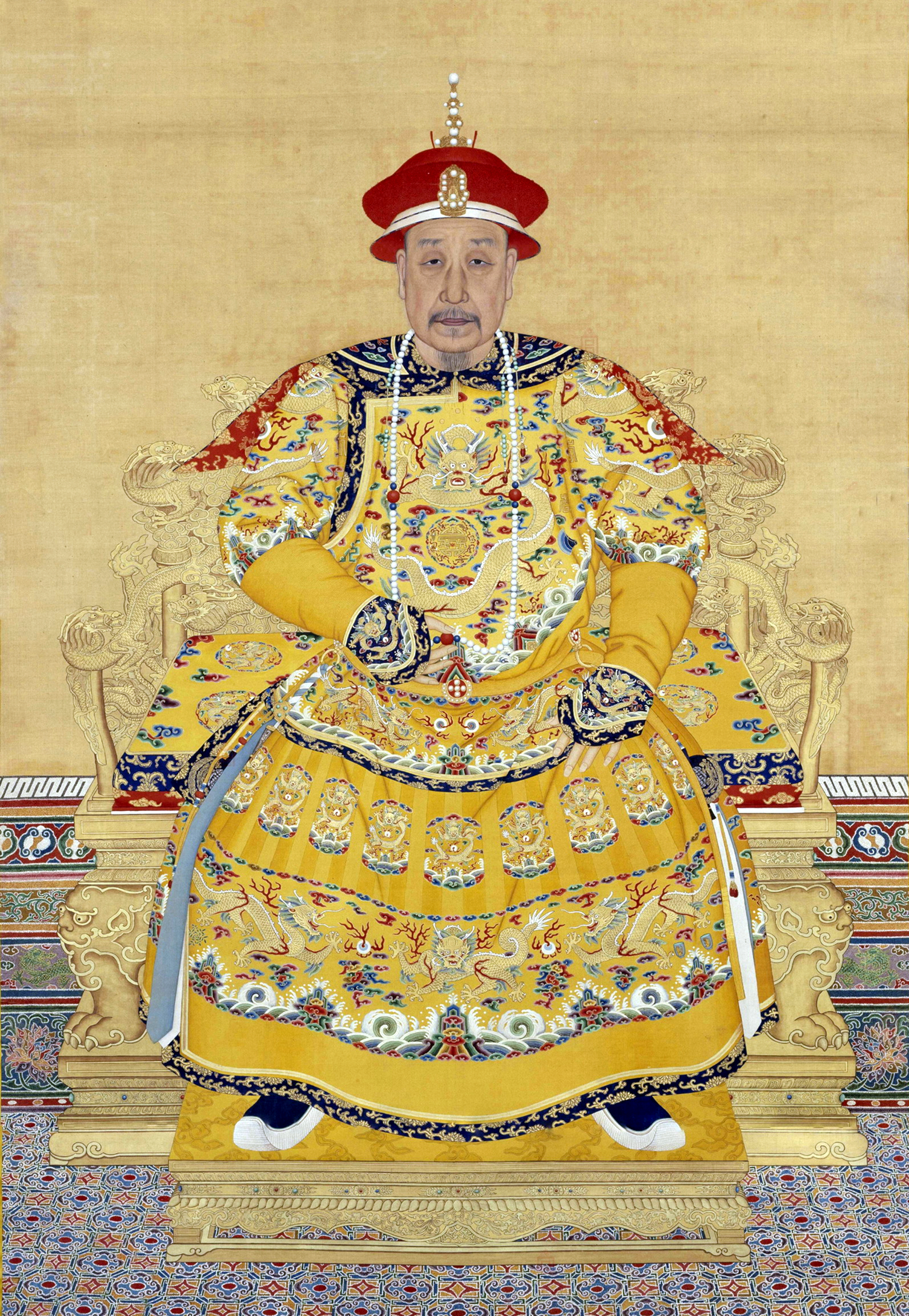
L'imperatore Qing Qianlong (r. 1735–1796), sotto il cui regno venne formalizzato il Sistema di Canton.

Nel 1745, il nipote di Kangxi, l'imperatore Qing Qianlong (r. 1735–1796), ordinò alla Corte di modificare il sistema basato sulla Yánghuò Háng. Si passò allora ad un sistema in cui gli Hong dovevano garantire per ogni mercantile straniero che entrava a Canton ed assumersi la piena responsabilità della nave e del suo equipaggio insieme al capitano e al supercargo. Anche eventuali pagamenti fiscali dovuti da un commerciante straniero dovevano essere garantiti dal commerciante cinese locale.
Nel 1746, forse anche in ragione del ruolo centrale giocato dalla città nel lucroso commercio con l'estero, Qianlong fissò a Canton, in via permanente e risolutiva, il quartier generale del Viceré del Liangguang che controllava le province del Guangdong e del Guanxi e da un secolo mutava periodicamente la sede del suo quartier generale.
A metà degli anni 1750, la EIC realizzò che a Ningbo, città oltretutto più vicina ai principali centri di produzione di tè e di lavorazione della seta, tariffe e prezzi erano migliori rispetto che Canton. Prefigurando il drastico calo del gettito tributario cantonese, oltre al timore della creazione di una seconda Macao, i cinesi tentarono di rendere Ningbo meno attraente, fallendo.

#### L'"Affare Flint"
Nel 1757, Qianlong emanò a sua volta un haijin che bandì tutte le navi non russe dai porti della Cina settentrionale, vietando parimenti ai russi di commerciare a Canton. Tutti gli uffici doganali tranne quello di Canton furono chiusi. L'imperatore lo fece dopo aver ricevuto una petizione riguardante la presenza di navi mercantili occidentali armate lungo la costa cinese. Le navi mercantili occidentali erano protette dai pirati e sorvegliate dalla Marina del Guangdong che fu successivamente aumentata di forza.
Da allora in poi tutto questo commercio doveva essere condotto tramite un unico porto in quello che divenne noto come il Sistema di Canton. Durante il regno di Qianlong le politiche commerciali estere Qing avevano un aspetto politico in gran parte basato su minacce reali o immaginarie provenienti dall'estero. La sinologa Angela Schottenhammer suggerisce che, sebbene la politica commerciale del porto unico sia nata in parte dalle pressioni di funzionari e commercianti cinesi, è stata più probabilmente innescata dalle attività di James Flint in quello che divenne noto come "Affare Flint" (zh. 洪任輝事件T, Hóng Rènhuī ShìjiànP).
Sebbene i commercianti stranieri fossero a conoscenza della restrizione del Cohong, dovettero bilanciare una violazione dell'etichetta con il rischio di vedere i loro ingenti investimenti in Cina distrutti da tangenti e corruzione. L'inglese James Flint, un supercargo di lungo corso della Compagnia britannica delle Indie orientali ("EIC") e fluente parlatore di cinese, divenne il fulcro dell'impulso al cambiamento. Come tutti gli altri stranieri, Flint era stato ripetutamente avvertito di rimanere a Canton durante la stagione commerciale e di non avventurarsi a nord in cerca d'opportunità commerciali ma, nel 1755, insieme al direttore della compagnia Samuel Harrison, mosse alla volta dello Zhejiang per sondarvi il terreno. Nel 1759 navigò nuovamente a nord, alla volta di Ningbo, per denunziarvi la corruzione dei funzionari cantonesi. Animato dalla speranza di portare critiche costruttive volte a migliore il sistema in chiave liberoscambita, Flint ottenne l'effetto contrario: i porti dello Zhejiang restarono interdetti agli Occidentali; i Qing imposero ulteriori restrizioni al commercio estero; e Flint stesso fu deportato a Macao ed ivi imprigionato per il triennio 1759–1762.

#### La creazione delCohong
Qianlong ed i suoi funzionari s'allarmarono per questa violazione del normale protocollo e risolsero d'intervenire per normalizzare la situazione. Il precedente lassismo Qing aveva effettivamente consentito a un gruppo di mercanti e funzionari cinesi di assumere il controllo del commercio estero a Canton per fini egoistici e senza adeguato controllo da parte di Pechino, giocando nelle pieghe della tradizionale gestione sinica delle ambasciate straniere che prevedeva il diretto coinvolgimento della Corte solo per le missioni ufficiali degli stati "tributari" (v.si Sistema tributario della Cina imperiale).
Le nuove regole di governo del commercio con gli stranieri promulgate da Qianlong nel 1760, note come 防範外夷規條T, Fángfàn wàiyí guītiáoP, lett. "Vigilanza verso i regolamenti barbarici stranieri" (yue. fong4 faan6 ngoi6 ji4 kwai1 tiu4) o 防夷五事T, Fáng yí wǔ shìP, lett. "Cinque contromisure contro i barbari" (yue. fong4 ji4 ng5 si6) conteneva le seguenti disposizioni:
1. il commercio dei barbari stranieri a Canton è proibito durante l'inverno;
2. i barbari stranieri che arrivano in città devono risiedere nelle fabbriche straniere sotto la supervisione e il controllo del Cohong (v. seguito);
3. ai cittadini cinesi è vietato prendere in prestito capitali da barbari stranieri e assumere un impiego da parte loro;
4. i cittadini cinesi non devono cercare di ottenere informazioni sull'attuale situazione del mercato da barbari stranieri;
5. le navi barbare straniere in entrata devono ancorare nelle Whampoa Roads e attendere l'ispezione da parte delle autorità.[36]

Queste regole non s'applicavano equamente a tutti i commercianti occidentali. I russi avevano nominalmente una rotta commerciale aperta verso la Cina settentrionale sin dalla firma del Trattato di Nerčinsk nel 1689, anche se invece di inviare navi mercantili, in pratica limitarono la loro attività al commercio carovaniero lungo la c.d. "Via siberiana" che, dalla Siberia e la Kjachta raggiungeva la Mongolia Esterna. Ai portoghesi e agli spagnoli era ancora consentito commerciare sia a Canton sia a Xiamen, sebbene raramente esercitassero il privilegio di commerciare direttamente a Xiamen: i portoghesi preferivano commerciare tramite gli Hong cantonesi da Macao tanto che non disponeva d'una feitoria a Canton, mentre gli spagnoli ricorrevano sia ad intermediari appartenenti alla vasta colonia cinese di Manila, strettamente legata a Canton, al Fujian ed al nord della Cina, sia tramite la loro fattoria cantonese, aperta del 1788. Le restrizioni di Qianlong colpirono quindi principalmente i mercanti britannici e quelli di nazionalità non protette da altri trattati, vale a dire olandesi, francesi, tedeschi, scandinavi e (dal 1776) statunitensi.
Con il permesso delle autorità, nel 1760 lo Hong Pan Zhencheng e altri nove Hong si consorziarono nel Cohong come intermediari unici tra il governo Qing e gli stranieri. Il ruolo del nuovo organismo fu acquistare beni per conto degli stranieri e detrarre eventuali tasse e dazi dovuti per le importazioni e le esportazioni; allo stesso tempo, secondo i registri doganali del Guangdong (zh. 粵海關志T, Yuèhǎi guān zhìP, yue. jyut6 hoi2 gwaan1 zi3), istituirono una nuova autorità portuale per gestire i tributi dalla Tailandia, la paga delle truppe coinvolte nel commercio e il commercio marittimo interno nel Mar Cinese Meridionale. I Cohong detennero così l'autorità imperiale per imporre tasse sui mercanti stranieri come ritenevano più opportuno.

### Valutazione
La scoperta dell'attività missionaria sotterranea alla fine degli anni 1750 potrebbe aver contribuito alla decisione dell'Imperatore di concentrare gli stranieri in un unico porto. Nel suo editto di restrizione, Qianlong aveva menzionato specificamente le preoccupazioni sul valore strategico delle regioni interne per gli stranieri: i consulenti del governo cinese erano consapevoli della superiorità tecnologica militare occidentale e del record degli occidentali di aver «deciso di conquistare ogni terra che visitavano.» L'imperatore Kangxi, considerando gli occidentali di grande successo, intrepidi, intelligenti e redditizi, aveva già avuto preoccupazioni fin dall'inizio sulla grave minaccia occidentale omnidirezionale alla Cina, nel caso in cui la Cina si fosse mai indebolita.
Il sistema cantonale non influenzò completamente il commercio cinese con il resto del mondo poiché i mercanti cinesi, con le loro grandi giunche oceaniche a tre alberi, erano fortemente coinvolti nel commercio globale. Navigando da e verso il Siam, l'Indonesia e le Filippine, furono i principali facilitatori del sistema commerciale globale; l'epoca fu addirittura descritta da Carl Trocki come un "secolo cinese" di commercio globale.

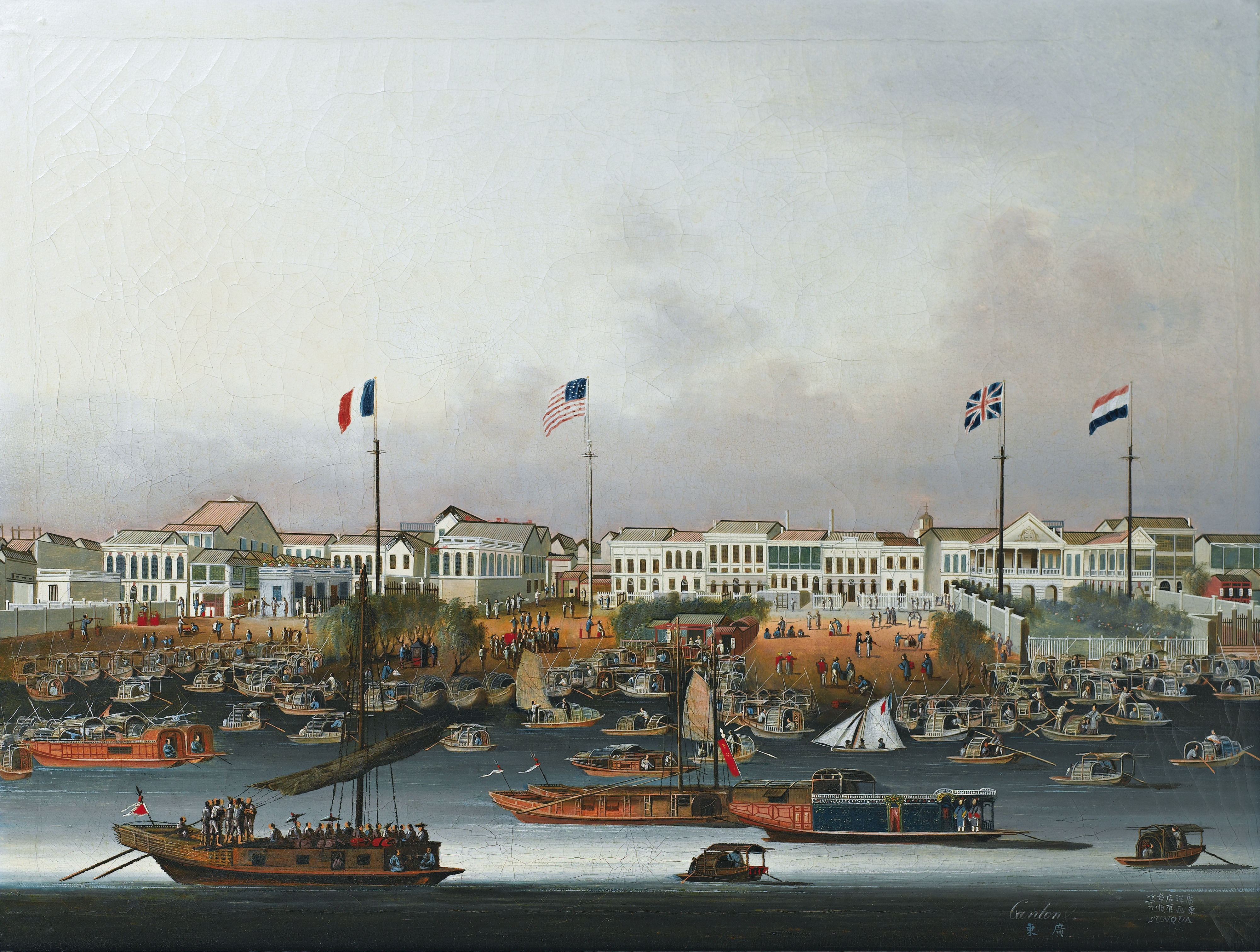
Il porto di Canton nel 1830.

Con il sistema, Qianlong limitava il commercio con gli stranieri sul suolo cinese ai soli commercianti cinesi autorizzati (il Cohong), mentre il governo britannico da parte sua emetteva una carta di monopolio per il commercio alla sola EIC. Questo accordo non fu messo in discussione fino al XIX secolo, quando l’idea del libero scambio divenne popolare in Occidente. Il concetto di limitare il commercio ad un unico porto è stato utilizzato anche in paesi occidentali come Spagna e Portogallo . I mercanti cinesi potevano anche commerciare liberamente e legalmente con gli occidentali (spagnoli e portoghesi) a Xiamen e Macao, o con qualsiasi paese in cui il commercio veniva condotto attraverso porti fuori dalla Cina come Manila e Batavia. Sebbene la navigazione fosse regolamentata, l'amministrazione dell'imperatore Qianlong fu diligente nel soddisfare le esigenze dei mercanti occidentali. Assunsero un numero crescente di assistenti occidentali per l'ufficio doganale per aiutare a gestire i loro connazionali. L'ordine di soggiorno a Macao durante l'inverno fu revocato, le tasse furono esentate su cibo, bevande e forniture di base per i commercianti occidentali e furono concesse protezioni agli occidentali e alle loro proprietà. Ai commercianti cinesi era effettivamente vietato dalla legge Qing citare in giudizio gli stranieri nei tribunali cinesi, poiché l'imperatore Qianlong credeva che un buon trattamento degli stranieri fosse essenziale per il governo. Nel 1806, i funzionari cinesi raggiunsero un compromesso con gli inglesi sull'omicidio di un cinese da parte di marinai britannici, poiché gli occidentali rifiutarono di essere puniti secondo la legge cinese, anche se i cittadini locali protestarono vigorosamente contro quello che consideravano un errore giudiziario. Nel 1816, l'imperatore Qing Jiaqing (r. 1796–1820) licenziò un'ambasciata britannica per il loro rifiuto di inchinarsi, ma inviò loro una lettera di scuse con doni (gli inglesi semplicemente li gettarono in un magazzino senza leggerli). L'imperatore Qianlong concesse a Lord Macartney uno scettro d'oro, un importante simbolo di pace e ricchezza, ma questo fu respinto dagli inglesi come inutile. Gli inglesi, d'altro canto, ignorarono le leggi cinesi e gli avvertimenti di non schierare forze militari nelle acque cinesi. Gli inglesi infatti sbarcarono truppe a Macao in barba all'accordo sino-portoghese per escludere le forze straniere da Macao, e poi nella Guerra anglo-americana (1812) attaccarono le navi americane nelle profondità del porto interno di Canton (gli americani avevano precedentemente derubato navi britanniche anche nelle acque cinesi). Questi, in combinazione con il sostegno britannico al Nepal durante l'invasione del Tibet e successivamente con l'invasione britannica del Nepal dopo che divenne uno stato tributario cinese, portarono le autorità cinesi a diventare molto sospettose nei confronti delle intenzioni britanniche.

### La fine
Nel 1793, Giorgio III (r. 1738–1820) inviò George Macartney a richiedere che i porti della Cina settentrionale fossero aperti al commercio ma Qianlong rifiutò, anche se non perché Macartney rifiutò d'inchinarsi al suo cospetto come comunemente si crede. Una seconda ambasciata sotto Lord Amherst non andò meglio nel 1816–1817. Furono le prime avvisaglie della crisi in arrivo. La crescita del consumo di tè in Europa (in particolare nell'Impero britannico) sovraccaricava nel frattempo la già pesante richiesta di seta e porcellana nel porto di Canton. Il commercio di bilanciamento delle merci provenienti dall’Europa era poi scarso, dato che i cinesi volevano essere pagati in lingotti d'argento. Solo la successiva commercializzazione dell'oppio britannico in Cina avrebbe mutato il mercato.

#### Prima guerra dell'oppio

La vaporiera della EIC Nemesis (dx) distrugge le giunche da guerra Qing nella Seconda battaglia di Chuenpi del 7 gennaio 1841.

La domanda apparentemente insaziabile di tè dei mercati europei di fine XVIII secolo causò un significativo deficit nella bilancia commerciale britannica. I cinesi, come anticipato, avevano infatti poco interesse per i beni occidentali e accettavano solo argento come pagamento. Ciò spinse la EIC a vendere l'oppio coltivato nelle sue piantagioni in India a commercianti indipendenti che lo spedivano in Cina, ove il narcotico era stato dichiarato illegale dall'imperatore Qing Yongzheng (r. 1723–1735), predecessore di Qianlong, nel 1729 (eccezion fatta per un suo eventuale impiego terapeutico) ma restava un bene ambito dagli abbienti, per venderlo in cambio d'argento.
L''imperatore Qing Daoguang (r. 1820–1850) emanò nuove e più rigide leggi contro l'oppio senza però ottenere risultati apprezzabili. Determinato a debellare il traffico, nel marzo del 1839 Daoguang inviò a Canton, ormai principale centro d'importazione nazionale di oppio, quale commissario imperiale il mandarino Lin Zexu, poi nominato (1840) viceré del Lingguang. Lin fece subito distruggere un'enorme quantità di narcotico sequestrata ai trafficanti stranieri (1.300 tonnellate di oppio perse dalla EIC senza alcun indennizzo!), ed indirizzò una missiva alla regina Vittoria del Regno Unito (r. 1837–1901) affinché intercedesse per porre fine al traffico, missiva che non ottenne riscontro. Dopo aver tentato senza successo di scambiare le scorte di oppio con tè, i cinesi entrarono nelle Tredici fattorie e confiscarono con la forza dai magazzini occidentali tutte le scorte e ordinarono un blocco navale alle imbarcazioni degli stranieri per interrompere il traffico di oppio. Il commissario britannico per il commercio distaccato a Canton, capitano Charles Elliot, scrisse a Londra sollecitando l'uso della forza contro le autorità cinesi. Passò quasi un anno prima che i britannici decidessero, nel maggio 1840, di inviare truppe per riparare l'offesa subita dai mercanti di Canton e far ottenere un indennizzo per le merci confiscate e per garantire la sicurezza dei traffici commerciali. Nel frattempo vi erano state le prime schermaglie tra imbarcazioni britanniche e cinesi il 4 settembre 1839 nell'estuario di Kowloon, inizio ufficiale della Prima guerra dell'oppio (1839–1842). La flotta militare britannica giunse il 21 giugno 1840 al largo di Macao e bombardò quindi il porto di Ting-ha. Durante il conflitto che seguì, la Royal Navy sfruttò la propria superiorità navale e di artiglieria pesante per infliggere una serie di gravi sconfitte alla Cina (es. v.si Seconda battaglia di Chuenpi – 7 gennaio 1841), una tattica che fu in seguito conosciuta come "Diplomazia delle cannoniere".

#### Abolizione del sistema
La Prima guerra dell'oppio fu chiusa dal Trattato di Nanchino (1842), il primo dei c.d. "Trattati ineguali", tramite il quale ai sudditi britannici fu «permesso di risiedere, allo scopo di portare avanti le loro attività mercantili, senza molestie o restrizioni» a Canton, Shanghai, Amoy, Ningbo e Fuzhou. L'articolo V del Trattato abolì specificatamente il Sistema di Canton, consentendo ai mercanti britannici, poi stranieri in generale, di trattare con chi volevano nei porti appena aperti.
Nel 1859 l'attività commerciale di Canton si trasferì in un nuovo sito sul banco di sabbia bonificato dell'isola di Shamian, poco più a ovest delle ex fabbriche. A quel punto gran parte del commercio estero con la Cina si era spostato verso l’allora colonia britannica di Hong Kong (acquisita con il Trattato di Nanchino), e verso i porti settentrionali, con il vantaggio della vicinanza a Pechino, nonché al Gran Canale e alla Cina. Fiume Giallo, entrambe arterie vitali per il commercio interno della Cina Qing. Nel 1866, solo 18 aziende straniere avevano ancora uffici a Canton, mentre c'erano solo 60 residenti stranieri, esclusi gli indiani britannici e i marinai (che si imbarcavano sulle barche come parte delle ispezioni doganali) impiegati dal servizio doganale marittimo imperiale di Sir Robert Hart.

## Lascito
Con i proventi del contrabbando di oppio furono costruiti il Massachusetts General Hospital, il McLean Hospital, il Boston Athenæum, i Bunker Hill Monuments, le biblioteche pubbliche e un orfanotrofio. Quando Hong Kong divenne una vera e propria colonia britannica, molti mercanti sarebbero stati guidati da una nuova generazione di mercanti occidentali di Hong Kong. Molte di queste aziende diventeranno la spina dorsale della giovane economia di Hong Kong.

### Esplicative
1. ↑  Il dato è doppiamente significativo se si tiene conto che l'ammodernamento dei cannoni in linea con lo sviluppo tecnologico dell'artiglieria occidentale fu sempre uno dei punti focali e dolenti per la dinastia Ming, il cui regno coincise cronologicamente con il grande exploit dell'Uso bellico della polvere da sparo (v.si Armi da fuoco cinesi dei Ming) e che durante le battute iniziali dello scontro Ming-Qing notevole fu il vantaggio garantito ai primi sui secondi dal possesso di artiglierie moderne - (EN) Tonio Andrade, The Gunpowder Age: China, Military Innovation, and the Rise of the West in World History, Princeton University Press, 2016,  pp. 1, 201-202, ecc, ISBN 978-0-691-13597-7.
2. ↑  Una lega di rame, nickel e zinco.
3. ↑  Il commercio coreano e giapponese era organizzato separatamente a Zhapu, nello Zhejiang. I russi, a causa della loro presenza ai confini settentrionali della Cina, commerciavano prima a Pechino e poi a Kyakhta.
4. ↑  Avendo il governo cinese costretto i commercianti britannici che commerciano a Canton a trattare esclusivamente con alcuni commercianti cinesi chiamati commercianti Hong (o Cohong) che avevano ottenuto la licenza dal governo cinese per tale scopo, l'imperatore della Cina accetta di abolire tale pratica in futuro a partire da tutti i porti in cui possono risiedere i mercanti britannici e per consentire loro di portare avanti le loro transazioni mercantili con qualunque persona desiderino.

### Bibliografiche
1. 1 2 3  (ZH) 一纸诉状与一口通商 [Raccolta sulla politica commerciale del porto singolo], su ccdy.cn, Chinese Culture MediaCentre. URL consultato il 27 gennaio 2014 (archiviato dall'url originale il 2 febbraio 2014).
2. 1 2  Po 2013, p. 186.
3. ↑  
 Bruno Migliorini et al., Scheda sul lemma "Sistema di Canton", in Dizionario d'ortografia e di pronunzia, Rai Eri, 2010, ISBN 978-88-397-1478-7.
4. ↑   Luciano Canepari, Canton, in Il DiPI: dizionario di pronuncia italiana, Bologna, Zanichelli, 1999, ISBN 88-08-09344-1.
5. ↑   Canton o Guangzhou, in Sapere.it, De Agostini.
6. ↑  (EN) Ying-shih Yü, Han Foreign Relations, in The Cambridge History of China, I: The Ch'in and Han Empires, 221 B.C.–A.D. 220, Cambridge University Press, 1987, ISBN 978-0-521-24327-8.
7. ↑   T.I. Metcalse, I. Cotton e I.B. Urmston, Lettera al Capitano Alessandro Dobie Comandante della Nave Mysore, 18 settembre 1818, in Giornale Arcadico di Scienze, Lettere ed Arti, XXXVII, Roma, 1828,  pp. 184-189.
8. ↑  (ZH) Siu Kwok-kin, 唐代及五代時期屯門在軍事及中外交通上的重要性 [The importance of Tuen Mun during Tang and Five Dynasties period for foreign traffic and military] (DOC), in From Sui to Ming, Education Bureau, Hong Kong Government,  pp. 40-45. URL consultato il 29 agosto 2010 (archiviato dall'url originale il 29 agosto 2010).
9. ↑  (EN) Isaú Santos, Sino-Portuguese Relations via Macau in the 16th and 17th Centuries, su icm.gov.mo. URL consultato il 2 maggio 2023.
10. ↑  Wills 1978, pp. 343-344.
11. ↑  (EN) Li, X., China at War: An Encyclopedia, ABC-CLIO, 2012,  p. 201, ISBN 978-1-59884-415-3.
12. ↑  (EN) F.W. Mote, Imperial China 900-1800, Harvard University Press, 2003,  p. 850, ISBN 978-0-674-01212-7.
13. 1 2  Li 1977, p. 363.
14. 1 2  Shi 2006, p. 8.
15. ↑  Schottenhammer 2007, p. 31.
16. 1 2  Von Glahn 1996, p. 216.
17. ↑  (EN) von Glahn R, Myth and Reality of China's Seventeenth Century Monetary Crisis, in Journal of Economic History, vol. 2, 1996,  p. 132.
«[...] silver wanders throughout all the world [...] before flocking to China, where it remains as if at its natural center.»
18. ↑  (EN) Huang R, Taxation and Governmental Finance in Sixteenth-Century Ming China, Cambridge University Press, 1975,  pp. 266-305, DOI:10.1017/cbo9780511735400.011, ISBN 9780511735400.
19. ↑  (EN) Potosi silver mines, su Atlas Obscura. URL consultato l'8 maggio 2016.
20. ↑  (EN) Jason Buh, 2.3.5 Collapse of the Ming, in Global Constitutional Narratives of Autonomous Regions: The Constitutional History of Macau, Routledge, 2021,  pp. 35-36, ISBN 978-1000369472.
21. ↑  (EN) Jaroslav Miller e László Kontler, Friars, Nobles and Burghers – Sermons, Images and Prints: Studies of Culture and Society in Early-Modern Europe – In Memoriam István György Tóth, Central European University Press, 2010,  p. 221, ISBN 978-9633864609.
22. ↑  Schottenhammer 2010, p. 126.
23. ↑   Taipei Research Institute (台北研究院), 明清史料戊编 [Quinta raccolta di materiale storico Ming/Qing], vol. 1, Taipei, Zhonghua Publishing Bureau, 1987,  p. 102.
24. ↑  (EN) Ronald C. Po, The Blue Frontier: Maritime Vision and Power in the Qing Empire, Cambridge University Press, 2018,  p. 152, ISBN 978-1108424615.
25. ↑  Mantienne 1999, p. 178.
26. ↑  Dun 1969, p. 22.
27. ↑  Dati in Gao e Feng 2003.
28. ↑  (EN) V.H. Li, Law and Politics in China's Foreign Trade, Asian law series, University of Washington Press, 1977, ISBN 978-0-295-80387-6.
29. 1 2  Schottenhammer 2007, p. 33.
30. ↑  Napier 1995, p. 58.
31. ↑  Po 2013, pp. 147-149.
32. ↑  Stifler 1938.
33. ↑  Shurtleff & Aoyagi 2012, p. 1711.
34. ↑  (EN) Edward L. Farmer, James Flint Versus the Canton Interest (1755–1760), Papers on China, n. 17, East Asian Research Center, 1963,  pp. 38-66.
35. ↑  Fairbank e Têng 1941.
36. ↑  (ZH) 乾嘉时期清廷的西方文化政策 [Politiche culturali occidentali durante le epoche Qianlong e Jiaqing], su qinghistory.cn. URL consultato il 30 gennaio 2014.
37. ↑  (EN) Mark Mancall, Russia and China: their diplomatic relations to 1728, Harvard East Asian series, n. 61, Center for East Asian Studies, 1971,  p. 263, ISBN 978-0-674-78115-3.
38. 1 2  (ES) Manuel Ollé, Islas de plata, imperios de seda: Juncos y galeones en los Mares del Sur, Acantilado, 2022, ISBN 978-84-19036-13-1.
39. ↑  (EN) Gary João de Pina-Cabral, Between China and Europe: person, culture and emotion in Macao, Berg Publishers, 2002,  p. 114, ISBN 0-8264-5749-5.
40. ↑  (EN) Yong Liu, The Dutch East India Company's tea trade with China, 1757–1781, TANAP monographs on the history of the Asian-European interaction, n. 6, BRILL, 2007,  pp. 17–89 e 91–117, ISBN 978-90-04-15599-2.
41. ↑  Gao e Feng 2003, p. 109.
42. ↑  Po 2013, pp. 174, 183 e 200–201.
43. ↑  Po 2013, pp. 149-150.
44. ↑  (EN) Conrad Schirokauer e Miranda Brown, A Brief History of Chinese Civilization, 4. ed. ill., Cengage Learning, 2012,  p. 221, ISBN 978-0495913238.
45. ↑  (EN) Peer Vries, State, Economy and the Great Divergence: Great Britain and China, 1680s-1850s, Bloomsbury Publishing, 2015,  pp. 353-354, ISBN 978-1472526403.
46. ↑  Po 2013, pp. 203-204.
47. ↑  Waley-Cohen 2000, pp. 136-137.
48. ↑  Waley-Cohen 2000, p. 104.
49. ↑  Waley-Cohen 2000, pp. 126, 129–131.
50. ↑  (EN) Ch'ien Lung, (Qianlong) Letter to George III, su history.ucsb.edu.
51. ↑  (EN) Frank Dikötter, Lars Peter Laamann, Zhou Xun, Narcotic Culture: A History of Drugs in China, C. Hurst & Co. Publishers, 2004,  pp. 32-45, ISBN 1-85065-725-4. URL consultato il 17 maggio 2017.
52. ↑  (EN) Bernstein, William J., A splendid exchange: how trade shaped the world, New York, Atlantic Monthly Press, 2008,  p. 286, ISBN 978-0-87113-979-5.
53. ↑  Fay 2000, pp. 73-74.
54. ↑  (EN) A Century of International Drug Control (PDF), su unodc.org.
55. ↑  (EN) de Bary, Wm Theodore e Lufrano, Richard, Sources of Chinese Tradition: From 1600 Through the Twentieth Century, vol. 2, Columbia University Press, 2000,  pp. 201-204, ISBN 978-0-231-11271-0.
56. ↑  (EN) The Colonial Wars Source Book Haythornthwaite, Philip J., Londra, 2000,  pp. 237-239, ISBN 1-84067-231-5.
57. ↑  Tsang, Steve (2007). A Modern History of Hong Kong. I.B.Tauris. pp. 3–13, 29. ISBN 1-84511-419-1.
58. 1 2  (EN) Julia Lovell, The Opium War: Drug, Dreams and the Making of China, 2011.
59. 1 2  (EN) Peter Ward Fay, Barbarians in the Celestial Empire in the Early Part of the Nineteenth Century and the War by Which They Forced Her Gates, University of North Carolina Press, 2000.
60. ↑  Dennys 1867, p. 138.
61. ↑  (EN) Martha Bebinger, How Profits From Opium Shaped 19th-Century Boston, in WBUR, 31 luglio 2017.

### Fonti
- (EN) N.B. Dennys, The Treaty Ports of China and Japan: A Complete Guide to the Open Ports of Those Countries, Together with Peking, Yedo, Hongkong and Macao, Londra, Trubner, 1867, ISBN 978-1-108-04590-2.
- (EN) Frederich Hirth, The Hoppo-Book of 1753, in Journal of the North China Branch of the Royal Asiatic Society, vol. 17, 1882,  pp. 221-235.
- (EN) Edmund Roberts, Embassy to the Eastern Courts of Cochin-China, Siam, and Muscat in the U.S. Sloop-of-war Peacock, Harper & Brothers, 1837, ISBN 9780608404066.

### Studi
Pre 1950
- (EN) J.K. Fairbank e S.Y. Têng, On the Ch'ing Tributary System, in Harvard Journal of Asiatic Studies, vol. 6, n. 2, 1941,  pp. 135-246, DOI:10.2307/2718006, JSTOR 2718006.
- (EN) Hosea Ballou Morse, The International Relations of the Chinese Empire, New York, Paragon Book Gallery, 1910.
- (EN) S.R. Stifler, The language of students of the East India Company's Canton factory, in Journal of the North China Branch of the Royal Asiatic Society, vol. 69, 1938.

Post 1950
- (EN) Dilip K Basu, Chinese Xenology and the Opium War: Reflections on Sinocentrism, in The Journal of Asian Studies, vol. 73, n. 4, 2014,  pp. 927-940.
- (EN) Louis Dermigny, La Chine et l'Occident: le commerce à Canton au XVIIIe siècle, 1719–1833, Parigi, SEVPEN, 1964.
- (EN) Jacques M. Downs, The Golden Ghetto: The American Commercial Community at Canton and the Shaping of American China Policy, 1784-1844, Rist. Hong Kong University Press, Bethlehem, PA, Lehigh University Press, 2014  [1997], ISBN 0934223351.
- (EN) Jen Li (Trans.) Dun, China in transition, 1517–1911, New York, Van Nostrand Reinhold, Inc., 1969, ISBN 0-442-04778-9.
- (ZH) Shujuan Gao e Bin Feng, 中日对外经济政策比较史纲: 以封建末期贸易政策为中心 [Comparative Outline of Chinese and Japanese Foreign Policy: Central Trade Policy in the Final Years of the Imperial Era], Qinghua University Chinese Economic Historiography Series (清华大学中国经济史学丛书), Qinghua University Publishing (清华大学出版社), 2003, ISBN 978-7-302-07517-2.
- (EN) Mui Hoh-Cheung e H. Lorna Mui, The Management of Monopoly: A Study of the East India Company's Conduct of Its Tea Trade, 1784–1833, Vancouver, University of British Columbia Press, 1984, ISBN 0-7748-0198-0.
- (EN) Kendall A. Johnson, The New Middle Kingdom: China and the Early American Romance of Free Trade, Johns Hopkins University Press, 2017, ISBN 9781421422510.
- (EN) V.H. Li, Law and Politics in China's Foreign Trade, Asian law series, University of Washington Press, 1977, ISBN 978-0-295-80387-6.
- (EN) Yong Liu, The Dutch East India Company's Tea Trade with China, 1757–1781, Leida e Boston, Brill, 2007, ISBN 90-04-15599-6.
- (FR) Frédéric Mantienne, Monseigneur Pigneau de Béhaine, Paris, Editions Eglises d'Asie, 1999, ISBN 978-2-914402-20-0.
- (EN) Priscilla Napier, Barbarian Eye, Londra, Brassey's, 1995.
- (EN) Chung-yam Po, Conceptualizing the Blue Frontier: The Great Qing and the Maritime World in the Long Eighteenth Century (PDF), Ruprecht-Karls-Universität Heidelberg, 28 giugno 2013.
- (EN) Angela Schottenhammer, The East Asian Maritime World 1400–1800: Its Fabrics of Power and Dynamics of Exchanges, East Asian economic and socio-cultural studies, Harrassowitz, 2007, ISBN 978-3-447-05474-4.
- (EN) Angela Schottenhammer, Trading networks in early modern East Asia, Wiesbaden: Harrassowitz Verlag, 2010, ISBN 978-3-447-06227-5.
- (EN) W. Shurtleff e A. Aoyagi, History of Soy Sauce (160 CE To 2012), Soyinfo Center, 2012, ISBN 9781928914440.
- (EN) Zhihong Shi, China's Overseas Trade Policy and Its Historical Results: 1522–1840, in Intra-Asian Trade and the World Market, Studies in the Modern History of Asia, Abingdon, Routledge, 2006,  pp. 4-23, ISBN 9781134194087.
- (EN) Paul Arthur Van Dyke e Maria Kar-wing Mok, Images of the Canton Factories 1760–1822: Reading History in Art (PDF), Hong Kong, Hong Kong University Press, 2015, ISBN 9789888208555.
- (EN) Paul Arthur Van Dyke, Merchants of Canton and Macao: Politics and Strategies in Eighteenth-Century Chinese Trade, Hong Kong University Press, 2011, ISBN 9789888028917.
- (EN) Paul Arthur Van Dyke, The Canton Trade: Life and Enterprise on the China Coast, 1700–1845, Hong Kong University Press, 2005, ISBN 962-209-749-9.
- (EN) Richard Von Glahn, Fountain of Fortune: Money and Monetary Policy in China, 1000–1700, Berkeley, University of California Press, 1996, ISBN 0-520-20408-5.
- (EN) Joanna Waley-Cohen, The Sextants of Beijing: Global Currents in Chinese History, W. W. Norton and Company, 2000, ISBN 039324251X.
- (EN) John Wills e John L. Cranmer-Byng, Ch'ing Relations with Maritime Europeans, in Willard Peterson (a cura di), The Ch'ing Dynasty to 1800, Part 2, Cambridge History of China, vol. 9, Cambridge University Press, 2016, ISBN 9780521243353.
- (EN) Liu Yang, The Dutch East India Company's Tea Trade with China: 1757-1781, 2007.
- (EN) Guotu Zhuang, Tea, Silver, Opium, and War: The International Tea Trade and Western Commercial Expansion into China in 1740–1840, Xiamen University Press, 1993.